# Joseph Henry Ott
Joseph Henry Ott (Atlantic City, 7 juli 1929 – Topeka, 17 mei 1990) was een Amerikaans componist, muziekpedagoog en trompettist. Hij was een zoon, het tweede kind, van het echtpaar Joseph en Elizabeth Ott uit Pleasantville. Zijn vader was een schrijnwerker en scheepsbouwer. Joseph Henry Ott wordt beschouwd als pionier voor de elektronische muziek en was in 1976 de eerste componist die de opdracht kreeg elektronische muziek voor een compleet concert van het "National Gallery of Art Orchestra" in Washington D.C. te componeren.

## Levensloop
Ott kwam aan de High School door zijn muziekleraar Benjamin Censullo het eerste keer met muziek in contact. Op 16-jarige leeftijd kreeg hij van 1946 tot 1948 privéles voor trompet en muziektheorie bij Frank Merrick in Atlantic City (New Jersey). In 1947 werd hij trompettist in het orkest van Wilson Humber. In deze tijd maakte hij ook zijn eerste arrangementen. Van 1948 tot 1951 studeerde hij privé trompet bij Harold Rehrig van het Philadelphia Orchestra en compositie bij Dr. William Happich, die docent was aan de Universiteit van Pennsylvania in Philadelphia. Van 1950 tot 19951 was hij trompettist in het orkest van Ray Palmer en werd vervolgens ingetogen door het Amerikaanse leger. In deze tijd studeerde hij aan de US Army Band School in Fort Dix (New Jersey) en behaalde aldaar zijn diploma. In 1952 behaalde hij aan de US Army Band School in Dachau (Duitsland) zijn diploma's in muziektheorie en muziekopleiding alsook als dirigent. Vervolgens werd hij dirigent aan de US Army Band School in München. In deze tijd studeerde hij compositie aan de Hochschule für Musik und Theater in München bij Dr. Hans Sachsse. Verder studeerde hij privé piano bij Dr. Rudolph Erb in München.
In 1953 nam hij ontslag bij het Amerikaanse leger en studeerde privé piano bij dr. Water Ihrke aan de Universiteit van Connecticut in Storrs. Van 1954 tot 1959 studeerde hij aan deze universiteit muziek en schilderij. Gedurende deze jaren kreeg hij verschillende studiebeurzen. In de zomer van 1957 kreeg hij bijvoorbeeld een studiebeurs om aan de Connecticut College School of Dance compositie voor dans- en balletmuziek te studeren bij Louis Horst professor van de Julliard School of Music en ook in 1958 herhaalde hij deze studie. In 1959 vertrok hij naar Dayton en werd voor 1 jaar begeleider van het Dayton Civic Ballet. In 1960 voltooide hij zijn Bachelor of Arts in compositie aan de Universiteit van Connecticut. Van 1960 tot 1963 was hij muziekdirecteur van de dansafdeling van De George Washington Universiteit in Washington D.C. en was eveneens docent voor piano aan deze universiteit van 1962 tot 1963.
In 1963 won hij de 1e prijs tijdens de Internationale compositiewedstrijd voor symfonische muziek in het Italiaanse "Citta di Trieste" met zijn werk Premise voor orkest. Met het prijsgeld kon hij vier maanden in Italië en vervolgens in Duitsland leven. Na zijn terugkomst in de Verenigde Staten begon hij met voortgezette studies in compositie aan de Universiteit van Californië - Los Angeles (UCLA) bij Roy Harris. Tegelijkertijd was hij docent voor piano, contrapunt en begeleiding aan de Universiteit van Californië – Los Angeles. In deze tijd werd hij ook lid van de American Society of Composers, Authors and Publishers (ASCAP). In 1965 behaalde hij zijn Master of Arts in compositie aan de UCLA.
Van 1965 tot 1971 was hij docent en huiscomponist aan het Milton College te Milton. In deze tijd won hij eerste prijzen in vier van zes categorieën van de Wisconsin Composers Contest in 1968. Eveneens kreeg hij diverse studiebeursen van de American Music Center. Hij voltooide zijn studies tot Ph.D. (Philosophiæ Doctor) aan de Universiteit van Wisconsin in Madison. Hij was huiscomponist aan het St. Paul Institute for Advanced Study and Performance en assistent van de directeur van de Bennington Composers Conference in 1970 en 1971. Toen begon hij ook compositorisch te experimenteren met het wisselen van elementen, grafische notatie en elektronische en geluidsbandcompositie. Bijvoorbeeld heeft hij in zijn Slide Piece nr. 3 instructies en fotografische "slides" ofwel pelures, die tijdens de uitvoering naar het toevalsprincipe op beeldschermen geprojecteerd worden om de uitvoerenden visuele voorstelling te geven over bepaalde aleatorische concepten zoals woorden in te vullen. Andere composities zijn voorzien met geluidsband en verdichtte omgevingssituaties in aanvulling tot toevallige keuzen van het publiek. Otts Five Environmental Projects hebben als bestanddelen lichteffecten, kleuren en uitwisseling/verandering van de fysicalische omgeving met elektronische muziek. In een ander werk The Sum of the Parts: Some of the Parts combineert hij elektronische muziek met fotografische pelures en andere speciale effecten in een planetarium setting. Deze experimentele werken leiden tot een groot aantal volledig gesynthetiseerde elektronische composities en het eerste concert dat volledig met elektronische muziek geprogrammeerd werd in de National Gallery of Art in Washington D.C.. Het werk LOCUS-1977 werd in opdracht gegeven van Richard Bales, toen directeur van het National Gallery of Art Orchestra, voor een uitvoering tijdens het 34e American Music Festival ter ere van het 200-jarig bestaan van de Verenigde Staten.
In 1971 werd hij professor en huiscomponist aan de Emporia Staatsuniversiteit, toen Kansas State Teachers College geheten, in Emporia. Daarnaast fungeerde hij als componist en discussie partner voor het "Eerste Internationale Symposium" van de Tubists Universal Brotherhood Association (TUBA) aan de Indiana University in Bloomington in 1972. In 1975 was hij gastcomponist aan de Technologische Universiteit van Tennessee in Cookeville en in 1982 samen met Elie Siegmeister en Alfred Reed discussiepartner aan de Universiteit van Denver.
In de jaren 1980 werd zijn nierziekte dramatisch slechter tot hij regelmatig aan de hemodialyse in het voortgezette stadium aan de Peritoneaaldialyse moest. De rillingen van de ziekte leek te resoneren als hij doorging om zijn muzikale stijl verder te ontwikkelen. In 1985 was hij genomineerd voor de Pulitzerprijs voor muziek met zijn compositie Piano Trio No. 3. Na een apoplexie overleed hij op 17 mei 1990 in Topeka.

## Composities

### Werken voor orkest

#### Symfonieën
- 1964 Symfonie nr. 1
- 1982 Symfonie nr. 2

#### Concerten voor instrument(en) en orkest
- 1969 NOMOS, voor contrabas solo en kamerorkest
- 1986 Concerto, voor pianotrio en kamerorkest

#### Andere werken voor orkest
- 1952 Dance Suite No. 1, voor kamerorkest in de romantische stijl
  1. Pastorale
  2. Nocturne
  3. Waltz
  4. Polka
- 1952 Pavanne
- 1952 Two Dances, voor orkest
- 1956 Dance Suite No. 2: "Legend" for Modern Dance, voor spreker en orkest
- 1956 Prelude for Kind of an Orchestra, Op. 4, No. 1
- 1957 Chorale, voor klein orkest
- 1957 Fugue, voor orkest
- 1958 Orchestra Variations
- 1959 Interlude from "the Gift", voor orkest
- 1959 Rhapsody, voor orkest
- 1959 Satiric Suite, voor orkest
  1. Eine Kleine Knocking Music
  2. Waltz in Asia Minor
  3. Sustained Refrain for a Crain in Rain in Pain—Poor Crain
  4. Buzzelwubbies Promenade
  5. Poco Poncinello
- 1960 Divertimento, voor orkest
- 1960 Five Deductions in Syllogistic Form
- 1962 Premise, voor orkest (won de 1e prijs tijdens de "Citta di Trieste” International Competition Competition 1962" in Triëst)
- 1962 Three Studies in Density
- 1963 Study in the Unison
- 1963 Variations, voor orkest
- 1965 Winter’s Night
- 1966 8:28:66
- 1966 Divertimento No. 2, voor orkest
- 1967 Music, voor kamerorkest
- 1968 Elegy, voor strijkers
- 1969 Combinations
- 1969 Matrix III, voor kamerorkest
- 1971 Constructions
- 1971 Matrix VI
- 1971 Slide Piece No. 2
- 1971 Slide Piece No. 3
- 1972 Extensions, voor orkest en geluidsband
- 1974 Homage to Marinetti
- 1980 Premise II, voor orkest
- 1984 Tribute
- Sketches for Orchestra

### Werken voor harmonieorkest
- 1963 Concertino, voor piano en harmonieorkest
- 1968 Matrix I
- 1968 Mini Laude
- 1969 Combinations
- 1970 Mini Laude
- 1971 Alphabet Soup
- 1971 Constructions
- 1971 Matrix VII, voor koperblazers (8 trompetten, 4 hoorns, 4 trombones) en slagwerk/percussie-ensemble (2 slagwerkers) en tevoren opgenomen instrumenten (twee piano's)
- 1971 Mindscapes, voor harmonieorkest
- 1971 Slide Piece No. 2
- 1971 Slide Piece No. 3
- 1974 Aftricotta I
- 1974 Homage to Marinetti
- 1974 Tapestry, voor harmonieorkest en geluidsband
- 1978 Palo Duro
- 1979 Aftricotta II
- 1979 From the Prairie
- 1980 Neosho
- 1980 Refractions
- 1981 Aftricotta III
- 1981 Concertato, voor piano solo en harmonieorkest
- 1981 Refractions
- 1983 Cynical Set, voor gemengd koor en harmonieorkest in 8 delen – tekst: Samuel Hoffenstein
- 1983 Matrix VIII
- 1983 Refractions III
- 1986 Mosaic
- Africotta IV
- Slide Piece No. 1
- The Sun Dagger

### Werken voor jazzensemble
- 1974 How High the Moon, voor jazzband (2 altsaxofoons, 2 tenorsaxofoons, baritonsaxofoon, 4 trompetten, 4 trombones, piano, contrabas en drumstel)
- 1974 -X-, voor jazzband (2 altsaxofoons, 2 tenorsaxofoons, baritonsaxofoon, 4 trompetten, piano, contrabas en drumstel)
- 1974 -Y-, voor jazzband (2 altsaxofoons, 2 tenorsaxofoons, baritonsaxofoon, 4 trompetten, 3 trombones, hoorn, piano, contrabas, bongo's en drumstel)
- 1974 -Z-, voor jazzband (2 altsaxofoons, 2 tenorsaxofoons, baritonsaxofoon, 4 trompetten, 3 trombones, hoorn, piano, contrabas, bongo's en drumstel)
- 1977 You Name It, , voor jazzband (2 altsaxofoons, 2 tenorsaxofoons, baritonsaxofoon, 5 trompetten, 4 trombones, piano, contrabas, gitaar, koebel en drumstel)

### Missen en geestelijke muziek
- 1956 O God We Praise Thy Name, voor gemengd koor a capella
- 1960 Psalm, voor gemengd koor en piano
- 1969 Songs of Praise, voor gemengd koor en piano
- 1969 A Mass of Textures, voor gemengd koor
- 1989 Agnes Dei, voor sopraan en alt
- 1989 Crucifixus, voor gemengd koor en synthesizer

### Cantates
- 1965 Unit 2572 L.A. 64, solo cantate voor sopraan en orkest – libretto: Van Ott

### Muziektheater

#### Balletten
| Voltooid in | titel                    | aktes | première | libretto | choreografie |
| ----------- | ------------------------ | ----- | -------- | -------- | ------------ |
| 1961        | King Solomon and the Bee |       |          |          |              |
| 1962        | The Gallant Tailor       |       |          |          |              |
| 1962        | Mob of the Heart         |       |          |          |              |
| 1964        | Liberty                  |       |          |          |              |

#### Toneelmuziek
- 1961 The Cave Dwellers
- 1983 Equus
- 1985 Agamemnon

### Werken voor koor
- 1953 People Have No Tears, voor gemengd koor – tekst: Aleksandr Poesjkin
- 1955 This Is My Affliction, voor gemengd koor – tekst: T.S. Eliot
- 1957 Grapes, voor gemengd koor – tekst: Aleksandr Poesjkin
- 1957 In the Last Days, voor gemengd koor a capella
- 1958 The Three Witnesses, voor gemengd koor – tekst: Coventry Patmore
- 1961 There Was A Voice, voor gemengd koor a capella
- 1966 I Know, voor gemengd koor
- 1967 For the Celebration of Life, voor spreker, sopraan, dubbelkoor en orgel (gecomponeerd ter gelegenheid van het eeuwfeest van het Milton College)
- 1971 Choices, voor gemengd koor
- 1971 Sonnet, voor gemengd koor, piano en slagwerk
- 1979 A Little Blues, voor vrouwenkoor (SSAA) a capella
- 1980 Church House Moan, voor gemengd koor a capella
- 1981 Popularia, voor gemengd koor en piano
- 1983 This Is the Day, voor vrouwenkoor (SSA) a capella
- 1984 Alma Mater, voor unisono koor met begeleiding van harmonieorkest en/of orkest (Emporia State University school song)
- 1985 Dare to Excel, voor gemengd koor – tekst: voordracht van Emporia State University President, Robert Glennen
- 1988 Lux Aeterna, voor gemengd koor
- I Lived to Bury My Desires, voor gemengd koor – tekst: Aleksandr Poesjkin (onvoltooid)

### Vocale muziek
- 1956 The Moon Rising, voor zangstem en piano
- 1956 Triumphal March, voor mannenstem en piano – tekst: T. S. Eliot
- 1965 Seven Haiku, voor sopraan en kamerorkest
- 1967 Five songs from Rilke, voor sopraan en piano – tekst: Rainer Maria Rilke
  1. People by Night
  2. Autumn
  3. Lament
  4. Autumn Day
  5. Remembering
- 1969 How Like A Winter, voor zangstem en piano – tekst: William Shakespeare
- 1981 I Cannot Be Concerned, voor zangstem en piano
- 1981 If I Loved You Ever, voor zangstem en piano

### Kamermuziek
- 1949 Three Pieces, voor blaaskwintet
- 1952 Prelude and March, voor blaaskwintet
- 1952 Strijkkwartet nr. 1
- 1954 Variations, voor klarinet en piano
- 1954 Music for Brass and Percussion Instruments, voor 4 trompetten, 4 trombones, bariton, tuba, pauken, kleine trom, grote trom en bekkens
- 1955 Sonata, voor dwarsfluit en piano
- 1956 Octette, voor dwarsfluit, hobo, 2 klarinetten, basklarinet, fagot, piano en contrabas
- 1956 Primeval Encounter, voor kamerensemble (dwarsfluit, 2 klarinetten, trompet, trombone, tuba, piano, pauken en slagwerk)
- 1957 Piece, voor hoornkwartet
- 1957 Quartette, voor houtblazers en piano
- 1957 Trio, voor dwarsfluit, altviool en piano
- 1958 Five Pieces, voor strijkkwartet
- 1958 The Gift (Variations on a Central Idea), voor spreker/zangstem, piano en slagwerk
- 1960 Short Piece, voor strijkkwartet
- 1960 Six Pieces, voor altviool en piano
- 1960 Studie, voor blaaskwintet
- 1960 Three Pieces, voor blaaskwintet
- 1961 Five Pieces, voor blaaskwintet en strijkkwintet (of piano)
- 1961 Study for Quintet, voor blaaskwintet
- 1961 Strijkkwartet nr. 2
- 1961 Suite, voor altviool en piano
- 1961 Study, voor dwarsfluit, viool en cello
- 1961 Three Pieces, voor blaaskwintet
- 1962 Seven Variations, voor blaaskwintet
- 1962 The Intruder, voor 2 dwarsfluiten, 2 hobo's, 2 klarinetten, 2 hoorns, 2 trompetten, 2 trombones, tuba, slagwerk en piano
- 1962 The Sun and the Umbrella
- 1963 Study, voor strijkkwartet
- 1964 Strijkkwartet nr. 3
- 1964 Suite, voor blaaskwintet en piano
- 1965 Duo, voor dwarsfluit en klarinet
- 1965 Partita, voor klarinet en piano
- 1965 Suite, voor acht trombones
- 1965 Suite, voor dwarsfluit en klarinet
- 1965 Toccata, voor trombone en piano
- 1967 Piano Trio, voor viool, cello en piano
- 1968 Five pieces, voor dwarsfluit en klarinet
- 1968 Suite, voor fluitkwartet
- 1968 Suite, voor zes tuba's
- 1968 Ten Duets and Trios, voor violen
- 1968 Trio of Trumpets
- 1968 Two Pieces, voor strijkkwartet

- 1969 Five Duets, voor hobo en klarinet
- 1969 Duet, voor hoorns
- 1969 Duet, voor tuba's
- 1969 Encore Set, voor trompet, hoorn en trombone
- 1969 Matrix IV, voor viool, cello en piano
- 1969 Matrix V, voor dwarsfluit, hobo, klarinet, fagot, hoorn, trompet, trombone, slagwerk, piano, strijkkwartet en strijkkwintet
- 1969 Toccata for Brass Quintet, voor koperkwintet
- 1970 Cihpronap, voor dwarsfluit en harp (of piano)
- 1970 Four Pieces, voor gitaar, viool, contrabas en piano
- 1971 Collage, voor altsaxofoon, dwarsfluit, elektrische gitaar, piano, elektronische orgel, slagwerk en contrabas
- 1971 Five Duets, voor hobo en hoorn
- 1971 Music, voor tuba en tweekanaals geluidsband
- 1971 Stijkkwartet nr. 4
- 1971 Variable Fixed Form, voor trompet, hoorn, trombone en piano
- 1972 11:11:72, voor blaaskwintet en geluidsband
- 1972 ACOUPLEOFQUICKIESFORHORNS, voor hoornkwartet
- 1972 Quartet, voor altsaxofoon solo[1]
- 1972 Timbres, voor koperkwintet en geluidsband
- 1972 Transfusion, voor trompet en hoorn
- 1973 7:22:73, voor tubakwartet en geluidsband
- 1973 8:11:73, voor blaaskwintet
- 1973 10:16:73, voor blaaskwintet
- 1973 Bart’s Piece, voor tuba en geluidsband[2]
- 1973 Cybernetic Structure, voor blaaskwintet
- 1973 Suite, voor blaaskwintet
- 1974 Concerto, voor tuba en geluidsband[3]
- 1974 SOLOSFORHORN, voor hoorn en geluidsband
- 1975 Chroma III, voor zes trombones en geluidsband
- 1975 Chroma IV, voor trompet en geluidsband[4]
- 1975 Chroma V, voor klarinet en geluidsband
- 1977 Mirages, voor dwarsfluit en piano
- 1978 Burlesque, voor twee violen, contrabas en trombone
- 1978 Nine Duets, voor twee trompetten
- 1978 Three Little Pieces, voor trompet en geluidsband
- 1979 A Quintet Quickie, voor blaaskwintet[5]
- 1979 Movement for Brass, voor koperkwintet
- 1980 Concertino, voor klarinet en piano
- 1980 Great Plains Suite, voor viool, cello en piano
- 1980 Processional, voor dwarsfluit en althobo
- 1980 Study in the Style of Ravel, voor blaaskwintet
- 1980 Suite No. 3, voor blaaskwintet

- 1980 Three Miniatures, voor blaaskwintet
- 1980 Warrensburg Suite, voor 4 trombones, 4 eufonium, 4 tuba's, pauken, slagwerk en piano
  1. Antiphony I
  2. Durge
  3. Choral
  4. Antiphony II
- 1981 Piece for Solo Cello and Nobody Else
- 1982 Bassoon Duets, voor twee fagotten
- 1982 Semitic Dance, voor hobo solo en kamerensemble (dwarsfluit, picollo, 3 klarinetten, 3 trompetten, trombone, pauken, piano en slagwerk)
- 1983 Piano Trio No. 3, voor viool, cello en piano
- 1983 Quartette for Assorted Instruments, voor dwarsfluit, hoorn, fagot en marimba
- 1984 Rhapsody, voor harp en kamerensemble (klarinet, viool, cello en piano)
- 1984 Suite No. 2, voor blaaskwintet
  1. Gatcha Caccia
  2. Outcanttion
  3. The Fall of Troy (N.Y.)
  4. The Forward March
  5. Patterns (shnell as hell)
- 1985 Encore Piece, voor viool, cello en piano
- 1985 Fantasy, voor dwarsfluit en piano
- 1985 Serenade, voor hoorn en piano
- 1985 Seven Cadenze, voor klarinet en piano
- 1985 Suite, voor hobo, klarinet en fagot
  1. Romance
  2. Galop
  3. Can the Can Can
- 1985 Tango, voor viool, cello en piano
- 1986 Capriccio, voor viool en piano
- 1986 Double Piano Trio, voor twee violen, twee cello's en twee piano's (of viool, cello, piano en geluidsband)
- 1986 Occasional Piece, voor klarinet en piano
- 1986 Sicilian, voor viool en piano
- 1986 Variations, voor viool en piano
- 1987 6:25:87, voor trompet, hoorn en trombone
- 1987 Clarinet Duets
- 1987 Dirge and Scherzo, voor viool, cello en piano
- 1987 Little Suite, voor trompet, hoorn en trombone
- 1987 Toccata, voor trompet en piano
- 1987 Trumpet Duets
- 1988 Clarinet Quartet, "Follow the Leader", voor vier klarinetten in bes[6]
- Easy Suite, voor koperkwintet
- Piano Trio No. 3, voor viool, cello en piano

### Werken voor orgel
- 1983 Pastorale on B.A.C.H.

### Werken voor piano
- 1953 Piano Piece
- 1954 Prelude
- 1956 Piano Piece "Ground Bass"
- 1957 Fugue for Piano
- 1957 Small Piano Piece
- 1957 Twenty-One Studies for Dancer and Piano
- 1958 Eleven Pieces for Piano
- 1958 Four Preludes for Piano
- 1958 Little Piano Piece
- 1958 Nine Studies for Piano
- 1958 Sonata
- 1958 Twelve Pieces
- 1959 Minuet for Piano
- 1960 Fifteen Pieces for Piano
- 1960 Partita
- 1960 Prelude for Piano
- 1960 Short Piece for Piano

- 1962 Prelude for Piano
- 1962 Suite
- 1962 Two Studies
- 1966 2:66
- 1966 Three Studies in Polyrhythms (Een nadere toelichting van dit werk was gepubliceerd in "The Instrumentalist", Vol. XXI, No. 9, March 1967)
- 1967 Allemande
- 1967 Gigue
- 1967 Pavanne
- 1967 Waltz
- 1968 Eros
- 1968 Matrix II, voor twee piano's
- 1969 1:29:69
- 1969 Events, voor twee piano's en medewerking van de luisteraars
- 1969 Grabag: Ten Pieces for Piano
- 1969 Rotations
- 1971 Du Bist Bei Mir
- 1973 Popularia

- 1973 Toccata for Pianist
- 1975 Bells
- 1976 Ostinato
- 1979 A Sad Little Song
- 1979 Arabesque
- 1979 Prelude: Variation on the Overtone Series
- 1980 Prelude for Piano
- 1980 Song for Nona
- 1982 Cantos I and II
- 1982 Chroma IIa, voor piano en geluidsband
- 1983 11:8:83
- 1985 Alma’s Mater
- 1985 For Noah
- Arioso
- Eight Pieces for Piano

### Werken voor klavecimbel
- 1966 Toccata
- 1966 Three Pieces

### Werken voor harp
- Harp Pieces

### Werken voor slagwerk
- 1964 Ricercare for Percussion, voor bekken, gong, grote trom, kleine trom, triangel, buisklokken, 4 pauken en piano
- 1967 Ricercare No. 2 for Percussion, voor piano, pauken, bekken, tempelblocks, kleine trom, marimba, vibrafoon, gong, buisklokken, bongo's en tom-tom
- 1968 Quartet for Percussion, voor marimba, xylofoon, pauken, kleine trom, timbales, gong, grote trom, tempelblocks, bekkens en tenortrom

### Elektronische Muziek
- 1970 Aeolian Harp, voor dwarsfluit, klarinet (ook: basklarinet, viool, cello, piano en geluidsband
- 1971 Five Environmental Projects
- 1973 3:28:73
- 1973 6:29:73
- 1973 7:3:73
- 1973 7:11:73 Electronic Piece
- 1973 8:23:73
- 1973 Electronic Study in Spatial Movement (9:8:73)
- 1973 Electronic Study No. 2 in Spatial Movement (10:27:73)
- 1974 Electronic Study No. 5 (5:24:74)
- 1974 7:4:73 Electronic Studies
- 1974 Little Electronic Study (5:74)
- 1974 Electronic Study (Tibetan Monestary) (7:74)
- 1974 8:23:74
- 1975 Etude for Tape (1:1975)
- 1975 Electronic Study for Tape (1:75)
- 1975 Electronic Study for Tape Night Creatures (1:75)
- 1975 Electronic Study for Tape (1:75)
- 1975 Electronic Study for Tape (1:75)
- 1975 Electronic Study Polyrhythms (1:75)
- 1975 Electronic Study Polyrhythms (1:75)
- 1975 Etude for Tape (1:75)
- 1975 Polyrhythmyc Study (1:75)
- 1975 1:27:75
- 1975 1:27:75 (Barn Dance)
- 1975 Electronic Study for Tape (2:75)
- 1975 Electronic Study for Tape (2:75)
- 1975 Electronic Improvisation #1 (2:75)
- 1975 Electronic Improvisation #2 (2:75)
- 1975 3 Improvisations for Electronic tape (3:5:75)
- 1975 Electronic Study Rock Bass (3:5:75)
- 1975 Electronic Study Bass (3:5:75)
- 1975 Electronic Study Overdub (3:5:75)

- 1975 2 Improvisations (3:10:75)
- 1975 Bagatelle (4:24:75)
- 1975 Channel Shifting Piece (4:26:75)
- 1975 Collage I (5:1:75)
- 1975 Chroma V (5:1:75)
- 1975 Mono (6:24:75)
- 1975 6:27:75
- 1975 6:27:75
- 1975 Demosis I (6:27:75)
- 1975 Mono (6:27:75)
- 1975 Mono (6:27:75)
- 1975 Chinese Pagoda (6:30:75)
- 1975 Chinese Pagoda Shit (6:30:75)
- 1975 7:3:75
- 1975 Master (7:26:75)
- 1975 7:29:75
- 1975 Variation of 8:3:75 (8:6:75)
- 1975 Modification of 8:3:75 (8:4:75)
- 1975 New Material Mix Down (8:22:75)
- 1975 8:24:75 Variations
- 1975 8:25:75 Variations
- 1975 8:28:75 Variations
- 1975 8:31:75
- 1975 8:31:75
- 1975 8:31:75 Variations
- 1975 9:1:75
- 1975 Echo (9:7:75)
- 1975 Echo Repeater (9:21:75)
- 1975 Echo (Hawaii Oui Veigh) (9:24:75)
- 1975 Retrograde Repeate (9:25:75)
- 1975 Carlsbad Cantata #1 (10:5:75)
- 1975 Heroic Piece (10:12:75)
- 1975 Nervous Piece (10:12:75)

- 1975 10:24:75
- 1975 12:23:75
- 1975 Beethoven 9th Variations (12:29:75)
- 1976 1:13:76
- 1976 1:25:76
- 1976 5:3:76
- 1976 5:4:76
- 1976 5:5:76
- 1976 5:13:76
- 1976 10:23:76
- 1976 10:26:76
- 1976 The Sum of the Parts: Some of the Parts, voor fotografische pelures, speciale effecten en elektronica
- 1977 LOCUS-1977, voor geluidsband
- 1979 Computer Improvisations I (8:20:79)
- 1979 Computer Improvisations II (8:18:79)
- 1979 Computer Improvisations III (8:18:79)
- 1979 Computer Improvisations 3 Layer (8:18:79)
- 2 Versions of 7:3:75
- Bach Fugue in E flat, Vol. WTC-electronically realized
- Conversation
- Drums and Two Pseudo Voices
- Electronic Piece
- Electronic Piece Overlay Defeating Erase Heads
- Electronic Study #3
- Electronic Study #5 Soliloqui
- Lyon County TV Music (1st Version)
- Lyon County TV Music (2nd Version)
- Master Copy
- Piece for Electronic tape
- Reverse Echo from Other Tapes: Interstellar Transmission
- Reverse Echo from Other Tapes: Retrograde
- Saska's Tune
- The Surf Poem